# The Sins of St. Anthony
The Sins of St. Anthony er en amerikansk stumfilm fra 1920 af James Cruze.

## Medvirkende
- Bryant Washburn som Anthony Osgood
- Margaret Loomis som Jeanette Adair
- Lorenza Lazzarini som Persis Meade
- Viora Daniel som Valeria Vincent
- Frank Jonasson som Lorenzo Pascal
- May Baxter som Christine Fox
- L.J. McCarthy som  A. Fox
- Lucien Littlefield som Humphrey Smith
- Guy Oliver som Horatio Meade